# Jason Young
Jason Young  (né le 21 mars 1991) est un athlète jamaïcain, spécialiste des épreuves de sprint.

## Biographie
Il remporte deux médailles lors des Championnats d'Amérique centrale et des Caraïbes 2011 : le bronze sur 200 m en terminant derrière le Bahaméen Michael Mathieu et le Trinidadien Rondell Sorrillo, et l'or au titre du relais 4 × 100 m conduit notamment par Lerone Clarke et Dexter Lee. Quelques jours plus tard, à Shenzhen, il se classe deuxième du 200 m des Championnats du monde universitaires, dans le temps de 20 s 59.
Septième du 200 m lors des sélections olympiques jamaïcaines 2012, et non retenu pour les Jeux de Londres, Jason Young se distingue en juillet lors du Meeting de Lucerne en établissant la troisième meilleure performance mondiale de l'année, derrière ses compatriotes Yohan Blake et Usain Bolt, en 19 s 86 (+1,5 m/s), battant son record personnel de 56/100e. Lors de cette même compétition, il porte son record personnel sur 100 m à 10 s 06 (+1,0 m/s).
Avec Yohan Blake, Warren Weir, Nickel Ashmeade, Dexter Lee, Julian Forte, Jermaine Brown, Tyquendo Tracey et Kemar Bailey-Cole, il représente la nouvelle génération d'étoiles montantes du sprint jamaïcain.

## Palmarès
| Date | Compétition                           | Lieu     | Résultat | Épreuve   | Temps   |
| ---- | ------------------------------------- | -------- | -------- | --------- | ------- |
| 2011 | Champ. d'Am. centrale et des Caraïbes | Mayagüez | 3e       | 200 m     | 20 s 78 |
| 2011 | Champ. d'Am. centrale et des Caraïbes | Mayagüez | 1er      | 4 x 100 m | 38 s 81 |
| 2011 | Universiade                           | Shenzhen | 2e       | 200 m     | 20 s 59 |

### Records
| Épreuve | Performance | Lieu    | Date            |
| ------- | ----------- | ------- | --------------- |
| 100 m   | 10 s 06     | Lucerne | 17 juillet 2012 |
| 200 m   | 19 s 86     | Lucerne | 17 juillet 2012 |